# すうぱあかぐや姫
『すうぱあかぐや姫』（すうぱあかぐやひめ）は、室山まゆみによる日本のギャグ漫画作品。小学三年生にて1987年4月号から1991年3月号まで約4年間に渡り連載された。てんとう虫コミックスで単行本が全3巻発刊された。2018年現在は電子書籍版のみ発売されている。

## ストーリー
1000年前の約束を律儀（？）に守り、月から地球へやってきた、なよ竹のかぐや姫が騒動を巻き起こすコメディーストーリー。

## 登場人物
なよ竹のかぐや姫
主人公。女しかいない月世界人。見た目は小学生だが、実年齢は本人も覚えていないものの、1000年は超えている。1000年前の「いつかきっとかえってくる」という約束をふと思い出し、いきなり地球を訪れ、竹取の翁の子孫にあたる竹取家に強引に居候する。伝説とは違い、美人とは程遠いが、当人は自分を美人だと思っている。竹の子ロケットに乗り、竹の子を自在に飛ばし、羽衣で飛行し、髪の毛を自由に伸ばし操るなど、多彩な超能力を持つが、失敗することも多く、「アホ」呼ばわりされることも多い。他にも月との交信が出来る通信竹の子や、竹の子ベッドも持っている。語尾に「だぜーい」や「ねい」や「でい」をつけるなど、独特な喋り方をする。常に十二単などの着物を纏っており、足を出すと嫁に行けないという月の伝説を信じているため、作中で足を出すことはなかった。
竹取ススキ
竹取の翁の弟の子孫にあたる小学五年生。突然現れたかぐや姫を最初は追い出そうとするが、結局友達になる。かぐや姫のことは「かぐちゃん」と呼んでいる。頭はあまりよくなく、また運動神経も鈍い。次々やってくる宇宙人たちに頭を悩ませている。自身が一人っ子であることから、かぐや姫には言わないものの、内心では「きょうだいみたいで、いてくれるだけでいい」と思っている。
ススキの両親
かぐや姫の残していった手紙を律儀に保管しており、約束は約束だからと居候を許可する。
はまぐり姫
かぐや姫と同じ月世界人で友人。ちょくちょくハマグリ円盤で地球へ遊びに来る。通称「大ボケはまぐり姫」だが、意外と異性にはもてる。
アマテラス
月の女神。長身の美女。かぐや姫の1000年前の約束事を怪しみながらも、地球行きを許可した。
はちかつぎ姫
月世界人でかぐや姫の幼馴染み。全財産を頭の鉢の中にいれている、ドケチでがめつい性格。一度は異星人と結婚したものの、当人のケチさ加減から即離婚。滅多に鉢を外さないものの、実はものすごい美人。
桃太郎
男しかいない火星の月世界人。当初はかぐや姫らとも敵対していたが、後に友達になる。桃型の宇宙船に乗り、桃を出せる。かぐや姫には複雑な感情を抱いており、素直になれずにいる。
金太郎
火星の月世界人。宇宙グマに跨る小柄な少年。桃太郎と共に、かぐや姫の友達になる。何故か台詞が少ない。
スサノオ
火星の月世界人でリーダー格。アマテラスとは姉弟であり、「宇宙で一番仲の悪い姉弟」と言われている。
ナルシス王子
エレファン星の王子。かぐや姫に求婚し、見合い写真を見なかったかぐや姫に一度は受け入れられる。が、対面した途端、記憶喪失になるほどの見た目であったため、なかったことになった。

## 書誌情報
- てんとう虫コミックスより、全3巻
  1. 1990年2月25日初版、ISBN 4-09-141571-7
  2. 1990年3月25日初版、ISBN 4-09-141572-5
  3. 1991年6月25日初版、ISBN 4-09-141573-3